# HandBrake
HandBrake är en fri och öppen programvara som ursprungligen var utvecklad för BeOS men nu finns tillgänglig för de flesta operativsystem. Med hjälp av HandBrake är det möjligt att extrahera innehåll från en DVD-film och konvertera det till antingen MPEG-4 eller H.264. HandBrake stöder en mängd olika filformat såsom MP4, MKV, AVI och OGM. Programmet finns i en CLI-version och en GUI-version för Linux, Windows och OS X.